# لاككوما (هالكيديكي)
لاككوما (Λάκκωμα) هي مدينة في هالكيديكي في مقاطعة فوريا إلادا في اليونان.